# Rudno (Krzeszowice)
Rudno ist ein Dorf im südlichen Polen, das zur Gemeinde Krzeszowice gehört. Sie liegt an der Rudno in Powiat Krakowski in der Woiwodschaft Kleinpolen.

## Geografie
Rudno liegt im Krakau-Tschenstochauer Jura, südöstlich der Burg Tenczyn. Die Nachbarorte sind Grojec im Süden, Nieporaz im Westen, Wola Filipowska im Norden, Tenczynek im Nordosten, sowie Zalas im Südosten.

## Geschichte

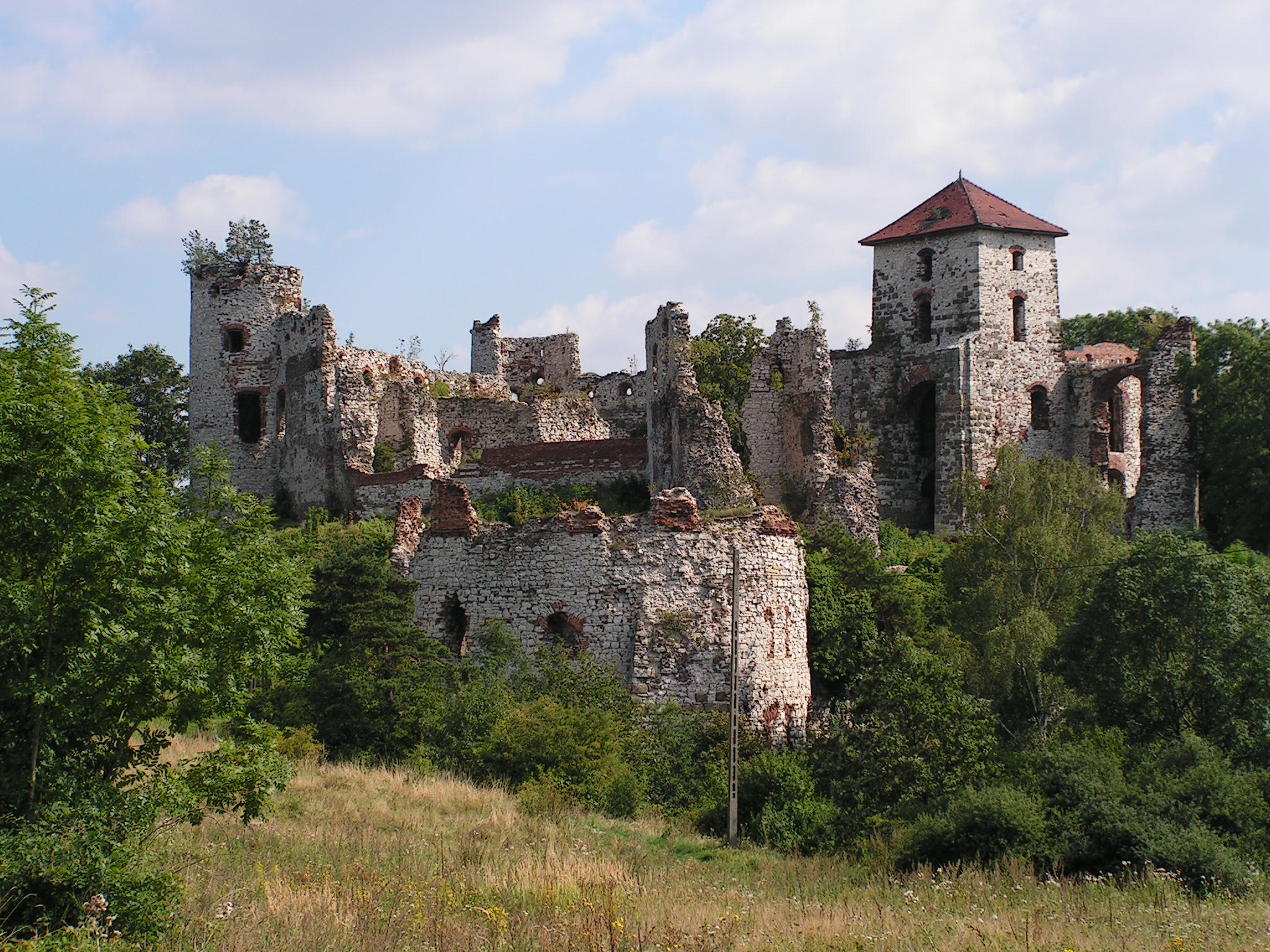
Ruinen der Burg Tenczyn

Die Bulle von Gnesen erwähnte Super Pregini Rudnici, das mit den Namen des örtlichen Flusses Przegini (nach dem 13. Jahrhundert Rudno) sowie der Rudniki (der Leute, die ihre Abgaben mit Erz – polnisch ruda – zahlten) verbunden wurde. Im 11. Jahrhundert könnte eine slawische Wallburg in Grojec, südlich von Rudno, bestanden haben. Nach anderen Theorien entwickelte sich das Dorf als eine Dienstsiedlung unterhalb der Burg Tenczyn, die wahrscheinlich erst im Jahr 1319 gebaut wurde, und zwar im als Thanczin 1309 erwähnten Wald. Der Name Rudno wurde erst für den Fluss im Jahr 1282 (circa fluvium Rudno) benutzt, für das Dorf im Jahr 1379.
Bei der dritten Teilung Polens wurde Rudno 1795 Teil des habsburgischen Kaiserreichs. In den Jahren 1815–1846 gehörte das Dorf zur Republik Krakau, 1846 wurde es als Teil des Großherzogtums Krakau wieder in die Länder des Kaisertums Österreich annektiert. Ab dem Jahr 1855 gehörte Rudno zum Bezirk Chrzanów.

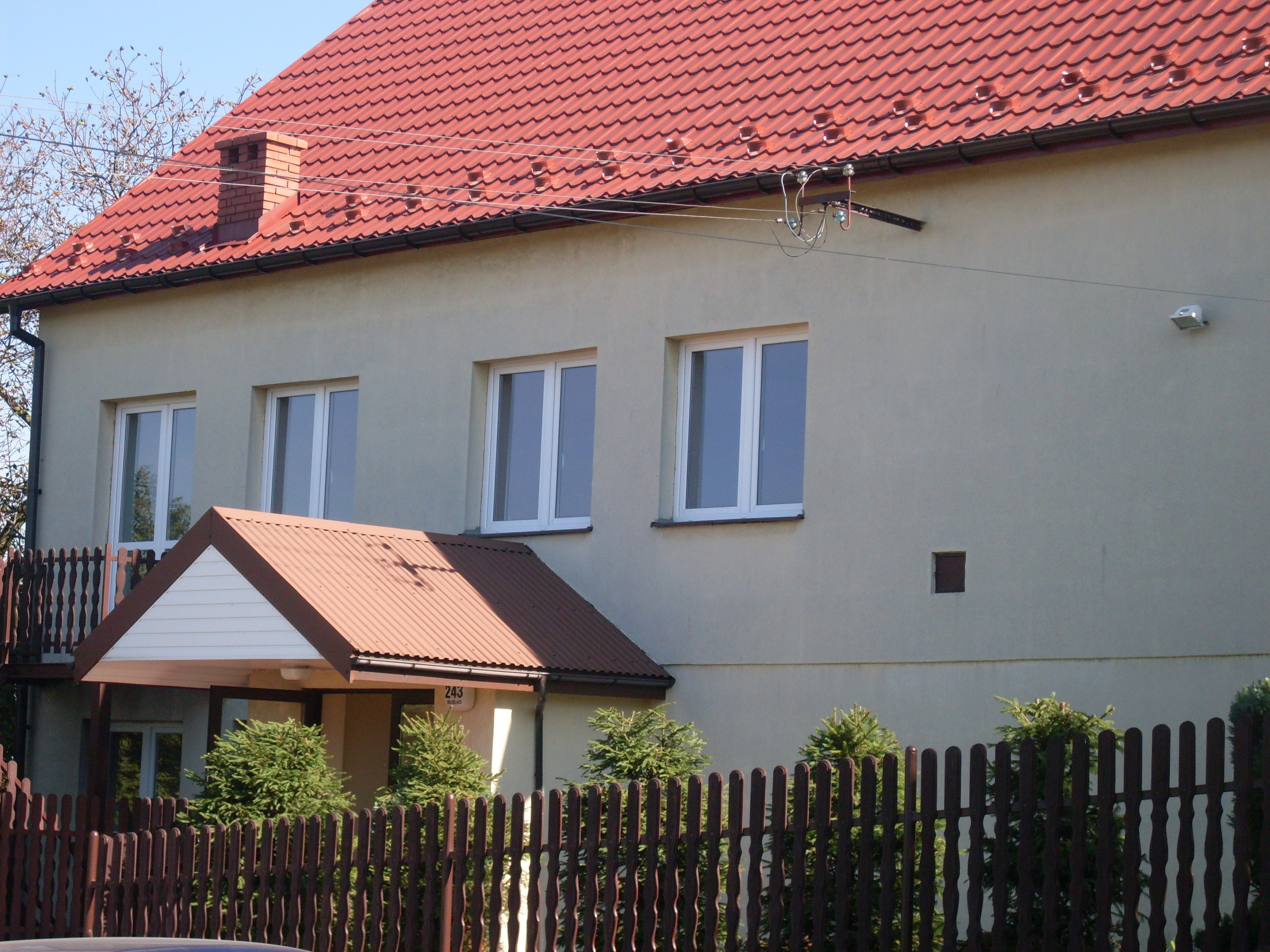
Königreichssaal der Zeugen Jehovas

1918, nach dem Ende des Ersten Weltkriegs und dem Zusammenbruch der k.u.k. Monarchie, wurde Rudno Teil Polens. Unterbrochen wurde dies nur durch die Besetzung Polens durch die Wehrmacht im Zweiten Weltkrieg. Es gehörte dann zum Distrikt Krakau im Generalgouvernement und grenzte an Grojec im Landkreis Krenau im Deutschen Reich.
Von 1975 bis 1998 gehörte Rudno zur Woiwodschaft Krakau.